# Annularia
Annularia est une forme de taxon, appliquée au feuillage fossile, appartenant à des plantes éteintes du genre Calamites dans la famille des Equisetales.

## Description
Annularia est un nom de taxon que l'on donne aux feuilles de Calamites . Chez cette espèce de plante, les feuilles formaient des verticilles radieux à chaque nœud de la tige comme on peut le retrouver chez les branches d'Equisetum (genre existant de prêles). Les feuilles d'Annularia sont disposées en verticilles de 8 à 13 feuilles. La forme des feuilles est assez variable, ovale chez Annularia sphenophylloides et linéaire à lancéolée chez Annularia radiata, mais elles sont toujours plates et de longueurs variables.
Les Calamites étaient arborescentes et atteignaient une hauteur d'environ 10 m. 

## Restes fossiles
Des fossiles de ce genre sont découverts dans les strates du Permien de Russie et du Carbonifère (de -360 à -300 millions d'années) des strates des États-Unis, du Canada, de la Chine et de l'Europe,.

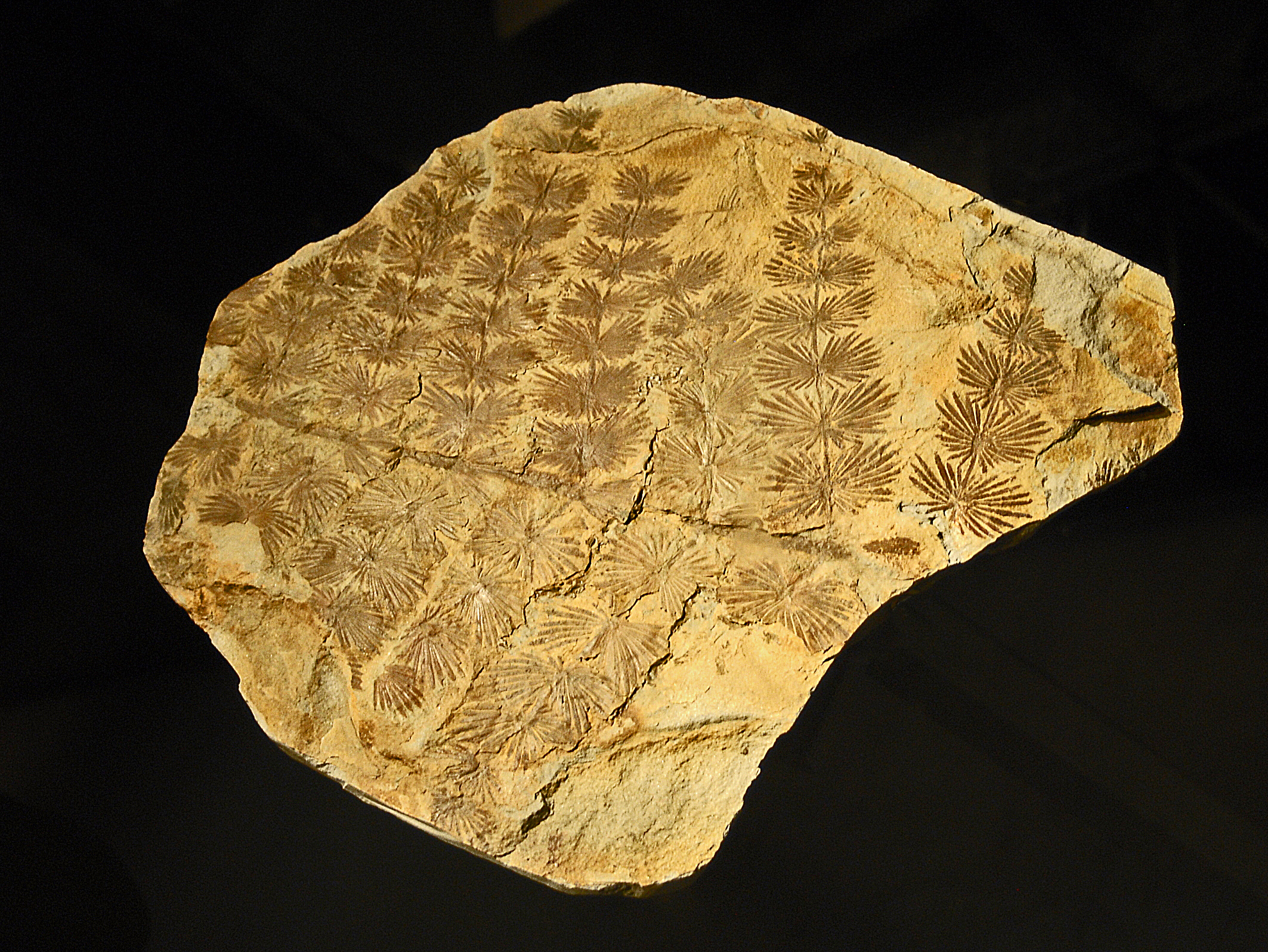
Spécimen d'Annulaire étoilée d'Italie exposé au Musée civique de l'histoire naturelle de Milan.
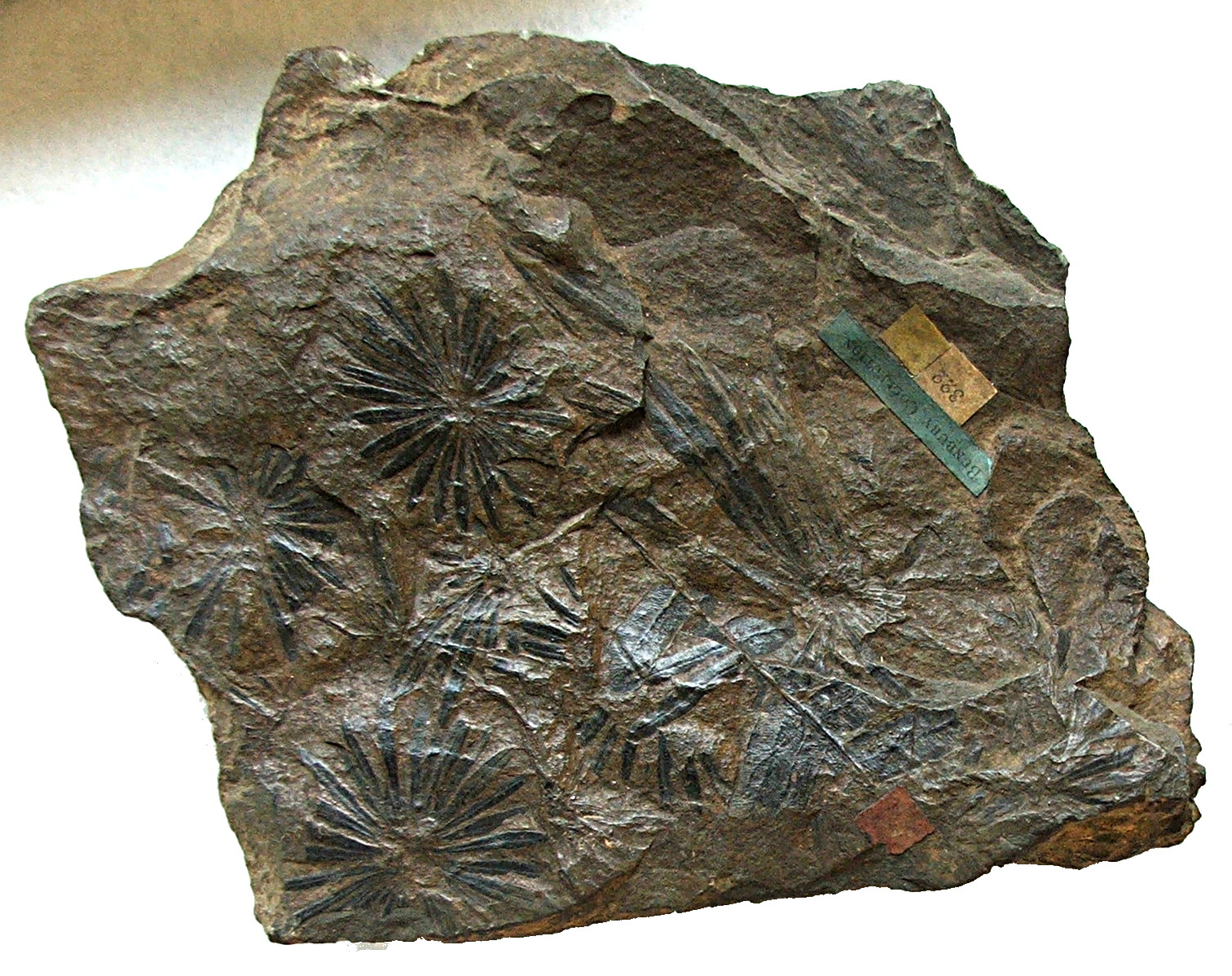
Le feuillage des Calamites.
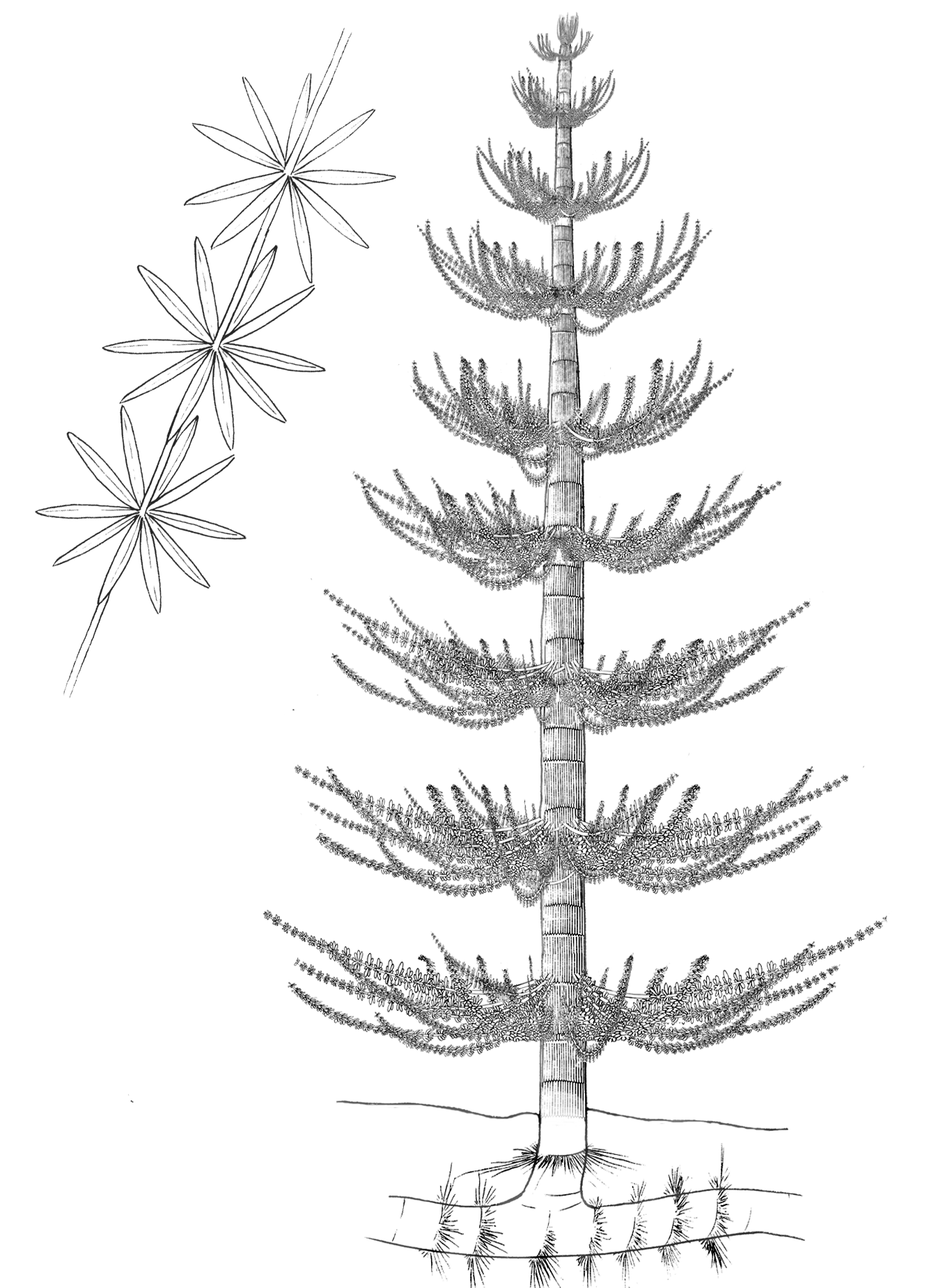
Reconstruction des calamités.